# Не стійте біля моєї могили і не плачте

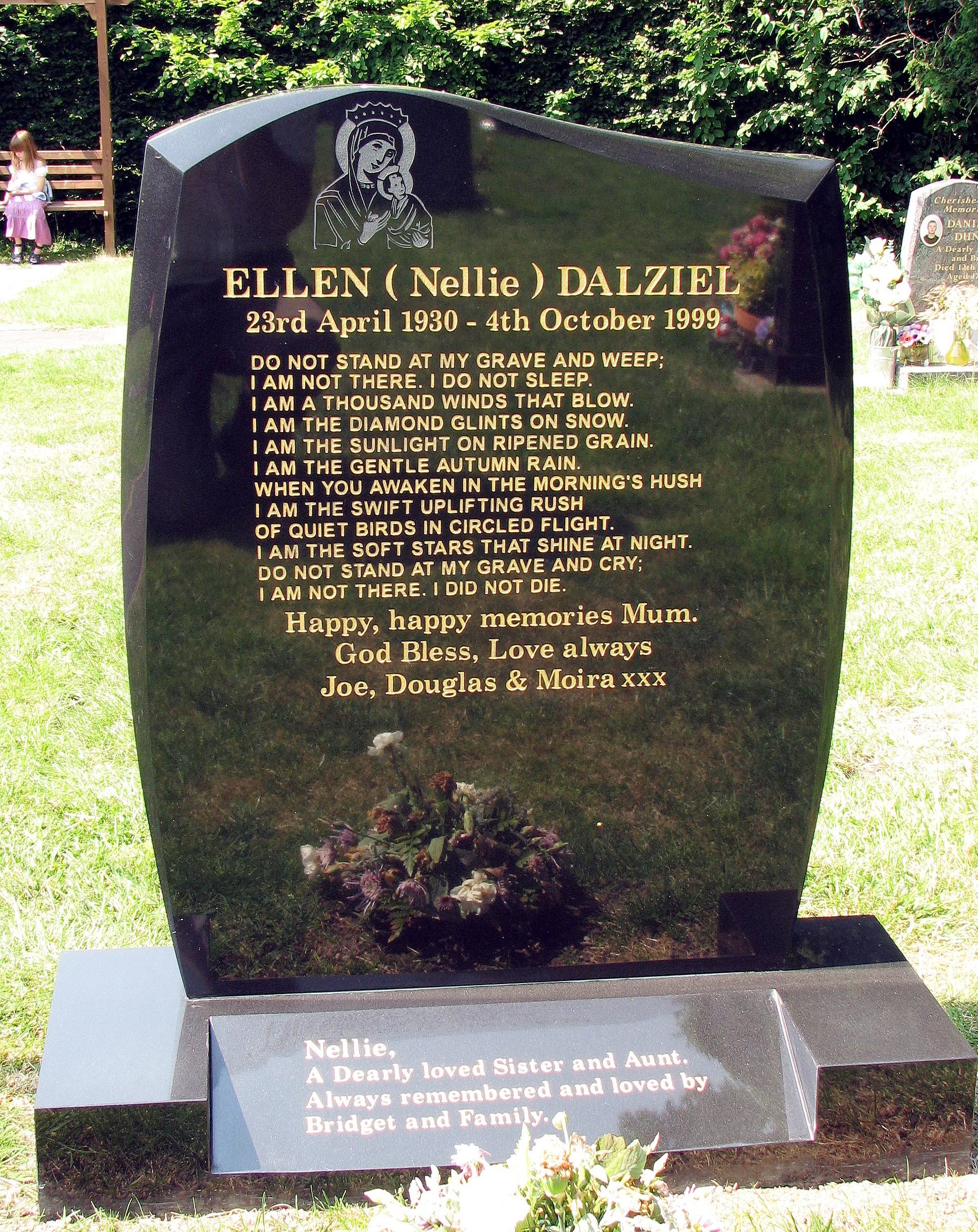
Вірш на надгробку в церкві Святого Петра, Ваплі, Англія

«Не стій у мене на могилі, не ридай» — перший рядок і популярна назва поеми «Безсмертя», імовірно написаної Клер Гарнер у 1934 році.

## Походження
Уродженка Канзасу Клер Гарнер (1909—1977) вперше опублікувала «Безсмертя» в грудневому номері поетичного журналу The Gypsy 1934 року і передрукована в лютневому номері 1935 року. Поема була написана незабаром після раптової смерті її брата. Поема доволі швидко набула популярності як панегірик і читалася на похоронах у Канзасі та Міссурі. Невдовзі її передрукували в Kansas City Times і Kansas City Bar Bulletin.:426
Гарнер здобула ступінь промислової журналістки та дизайнерки одягу в Університеті штату Канзас. Деякі інші її вірші були зібрані в антології та опубліковані. Вона вийшла заміж за морського піхотинця, на ім'я Девід Ліон і додала його прізвище до свого. Вони переїхали до Сан-Франциско, де вона продовжила працювати журналістом у Fairchild Fashion Media.:425

## Плагіат
Поему часто приписують анонімним або невірним джерелам, таким як племена хопі або навахо.:423 Найпомітнішою заявницею на авторство була Мері Елізабет Фрай (1905—2004), яка часто роздавала ксерокопійовані копії вірша з додаванням свого імені. Вперше її помилково вказали як автора вірша в 1983 році. У її некролозі було стверджено, що її авторство було «беззаперечним» і підтверджено Dear Abby. Однак Полін Філліпс та її донька Жанна Філліпс, які писали як Ебігейл ван Бурен, неодноразово зізнавалися своїм читачам, що не можуть підтвердити, хто написав популярний вірш.:427–8

## Оригінальна версія та український переклад
Нижче подано версію, опубліковану в The Gypsy за грудень 1934 року (сторінка 16), під назвою «Безсмертя», після якої вказано ім'я автора та місцезнаходження: «КЛЕР ГАРНЕР, Топека, Кан».:424 Відступи та розриви рядків вказані як в оригіналі.
 
| Оригінальна версія Клер Гарнер 1934р | Український переклад Володимира Новікова |
| --- | --- |
| Do not stand By my grave, and weep. I am not there, I do not sleep I am the thousand winds that blow I am the diamond glints in snow I am the sunlight on ripened grain, I am the gentle, autumn rain. As you awake with morning's hush, I am the swift, up-flinging rush Of quiet birds in circling flight, I am the day transcending night. Do not stand By my grave, and cry— I am not there. I did not die. — Clare Harner, The Gypsy, December 1934 | Ти не стій і не плач на могилі, Не знайти мене у домовині, Я в поривах вітрів, В діамантах снігів, В позолоті достиглих хлібів У ласкавих обіймах осінніх дощів. Я злітаю у вирій іще до світанку У ранковій тиші Як той теплий повітря потік, що у гору йдучи, Мерехтіння зірок у ночі викликає І пташок, що кружачи ширяють, до неба з собою бере Ти не стій і не плач на могилі, Не знайти мене у домовині, Не заснути навіки мені, |